# Concho County
Concho County je okres ve státě Texas v USA. K roku 2010 zde žilo 4 087 obyvatel. Správním městem okresu je Paint Rock. Celková rozloha okresu činí 2 574 km². Pojmenován je podle řeky Concho.